# Spořitelna (Přeštice)
Spořitelna se nachází v řadě domů na západní straně Masarykova náměstí v Přešticích v okrese Plzeň-jih. Objekt je od 15. července 2010 evidován jako kulturní památka pod rejstříkovým číslem 104003.
Budovu pro Okresní hospodářskou záložnu vyprojektoval pražský ateliér architektů Freiwald – Böhm ve funkcionalistickém stylu; projekt stylově navazuje na kvalitní dobovou moderní architekturu. Železobetonovou stavbu realizoval stavitel Václav Jílek z Plzně v letech 1934–1935, o kolaudaci budovy bylo požádáno na konci září 1935. Budova byla postavena na místě někdejšího rodného domu obrozeneckého kněze a básníka Václava Stacha, nahrazovala však novější stavbu z roku 1874 postavenou dle projektu přeštické firmy František a Josef Sieglovi. Po změnách v segmentu peněžnictví začala budova sloužit České spořitelně a slouží jí dosud.

## Popis
Objekt spořitelny sestává ze tří částí – hlavní budovy, dvorní budovy a nádvoří mezi nimi.
Průčelí hlavní budovy je orientováno do náměstí. Patrová levá část má trojici okenních os, které jsou osazené širšími sdruženými okny a v obou podlažích propojené průběžnou podokenní římsou. Fasádu zakončuje nezdobená hlavní římsa. V okenních osách vystupují ze sedlové střechy vikýře s plochou stříškou, na úrovni chodníku jsou opět v osách nízká okna do suterénu. Pravá část průčelí má předsazené první patro s plochou střechou a je podepřeno dvojicí válcových sloupů vystupujících ze schodiště. Předsazené patro zdobené keramickým obkladem včetně průběžného reliéfu prolamuje trojice vyšších sdružených oken, která jsou zvýrazněna spojenými šambránami. Zapuštěný přízemní prostor pod předsazeným patrem připomíná portikus. Je v něm schodiště o třech schodech, hlavní vchod do budovy, pod velkým oknem dodatečně umístěný bankomat a průjezd na nádvoří.
Nádvoří procházející okolo zadního traktu hlavní budovy je dlážděné žulovými kostkami. V prostoru mezi oběma budovami je umístěna kašna. Fasádu patrové dvorní budovy s plochou střechou člení čtveřice velkých luxferových oken v prvním patře. Uvnitř budovy byl muzejní sál o rozměrech 10,45 x 9,20 m, protože při Okresní hospodářské záložně vzniklo v roce 1933 Okresní zemědělské muzeum s národopisnou sbírkou.

## Výzdoba Josefa Matějů

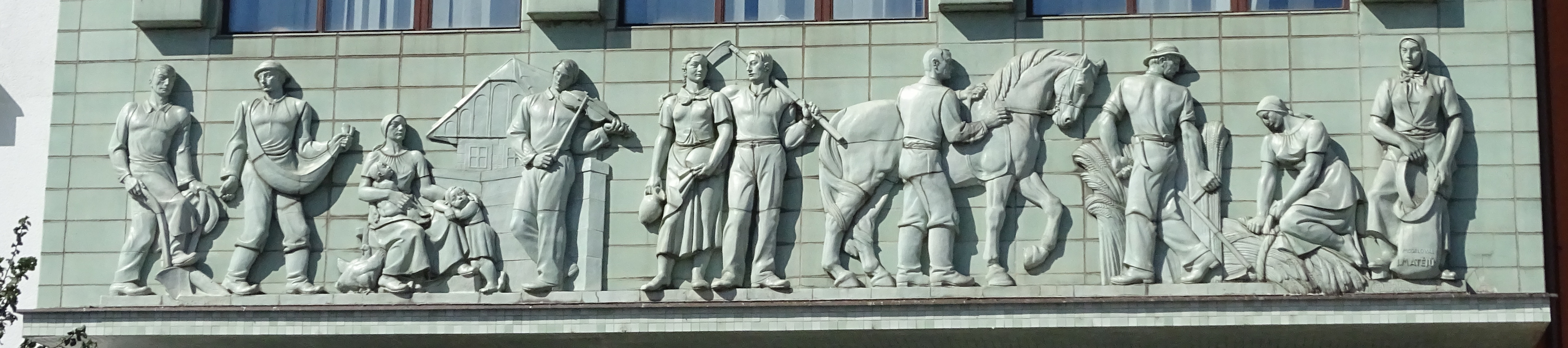
Keramický reliéf Josefa Matějů

Průčelí budovy nad vchodem má keramický obklad, jehož součástí je figurální vlys akademického sochaře Josef Matějů. Reliéf je alegorií práce a šetrnosti, znázorňuje život a zemědělské práce na Přešticku. Z dvanácti postav jsou dvě děti, čtyři ženy a šest muži, doplňuje je kůň a dvojice slepic. Zleva je znázorněn oráč s pluhem, rolník sející zrní, před domkem sedící žena s dětmi, které poslouchají houslistu, sekáč s kosou objímající kolem ramen ženu s džbánkem, muž vedle koně s ohlávkou, sekáč sekající kosou obilí společně s ženou vázající snopy a zcela vpravo je žena se sítem a pytlem zrní.
Veřejnosti téměř skrytá socha od stejného autora je umístěna na nádvoří mezi budovami. Je součástí kruhové kamenné kašny, ze které vystupuje podstavec pro sochu v životní velikosti. Keramická socha se zelenou glazurou realisticky ztvárňuje postavu bosé dívky v šatech, vestě a s šátkem kolem krku, která za zády nese hrábě. Kašna se sochou pochází z roku 1937.

## Pamětní deska
V levé části průčelí hlavní budovy je nad přízemím umístěna pamětní deska připomínající místo narození básníka Václava Stacha v roce 1754.

## Galerie

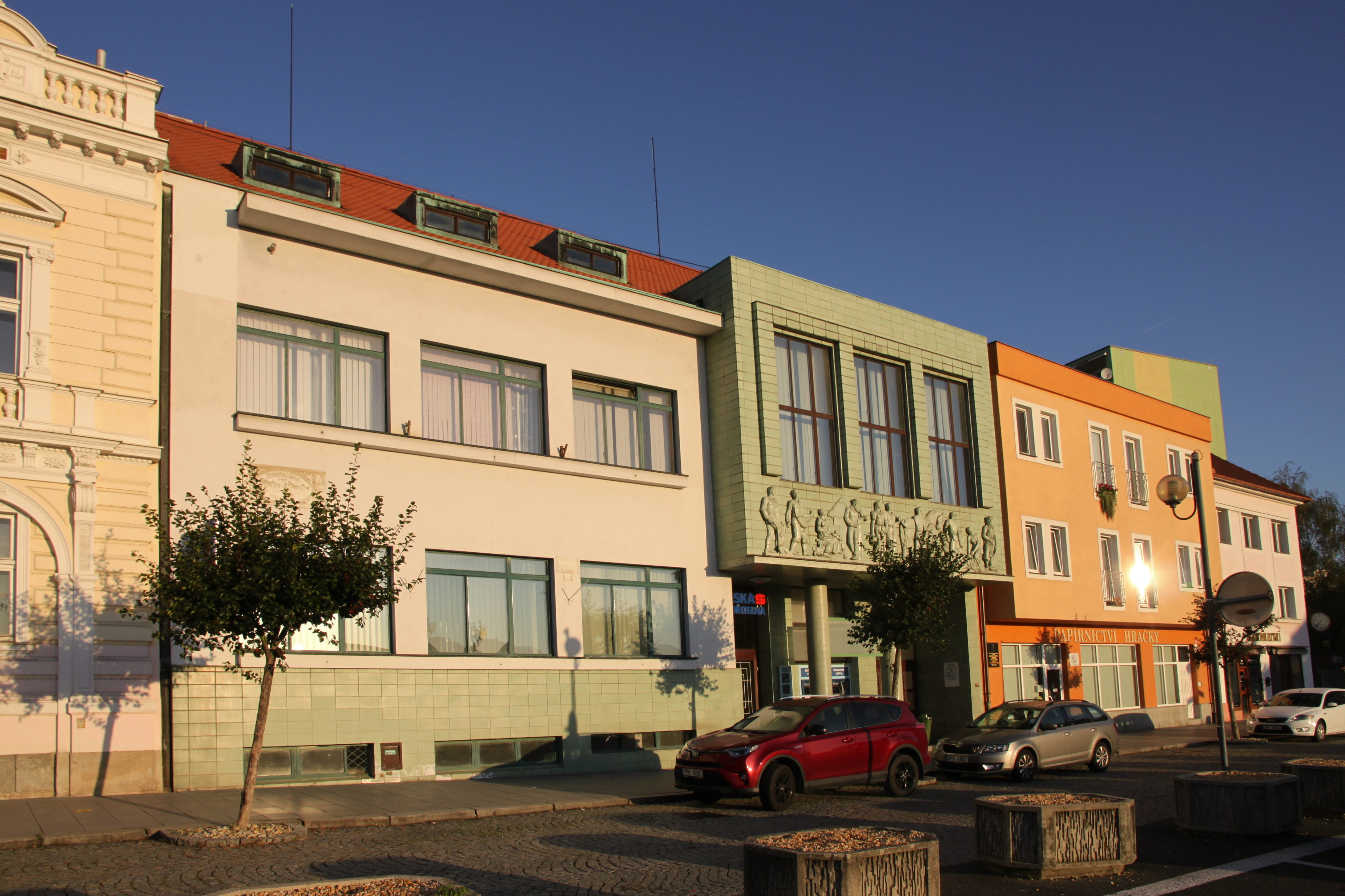
Celkový pohled
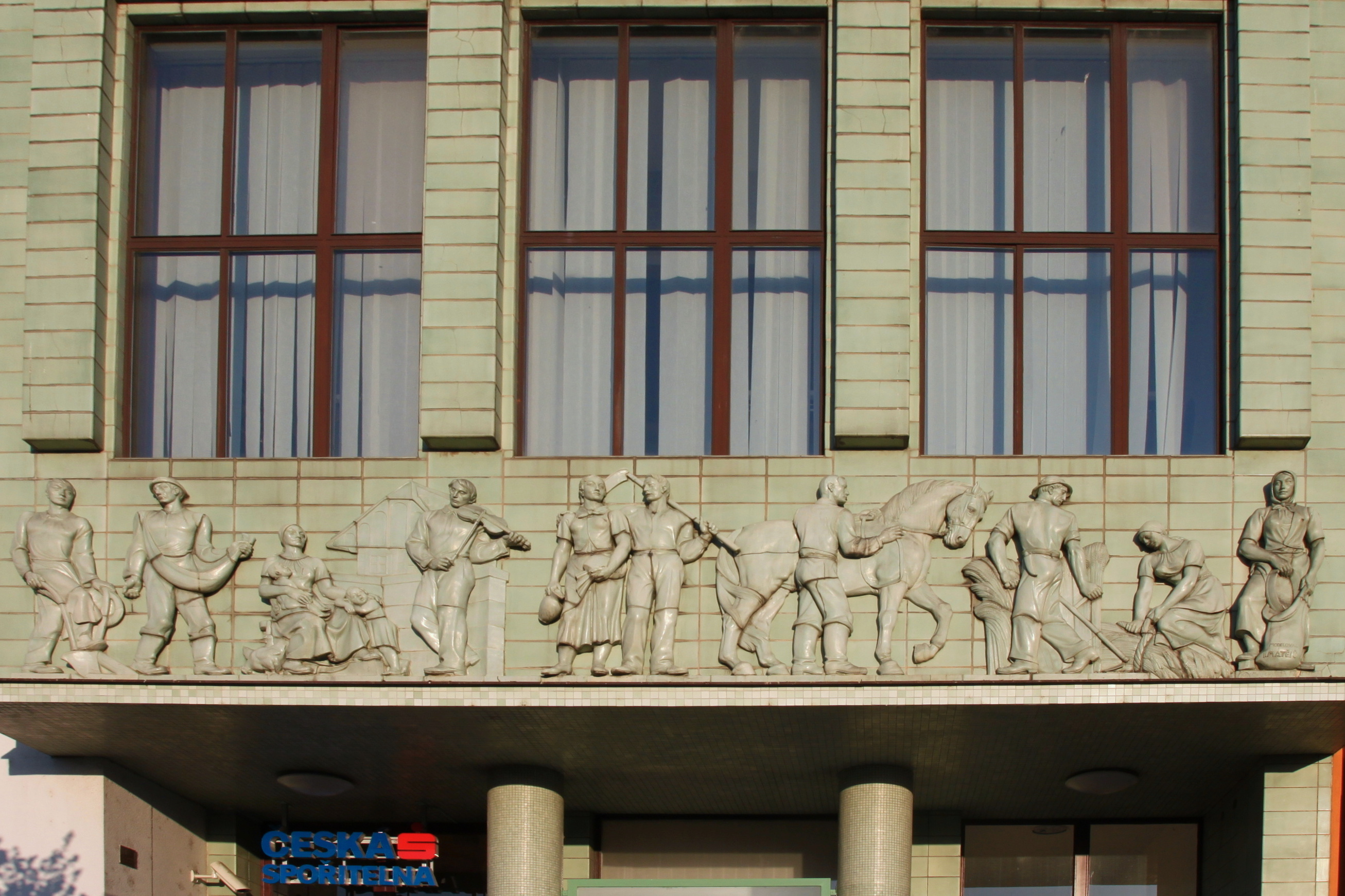
Reliéf nad vchodem
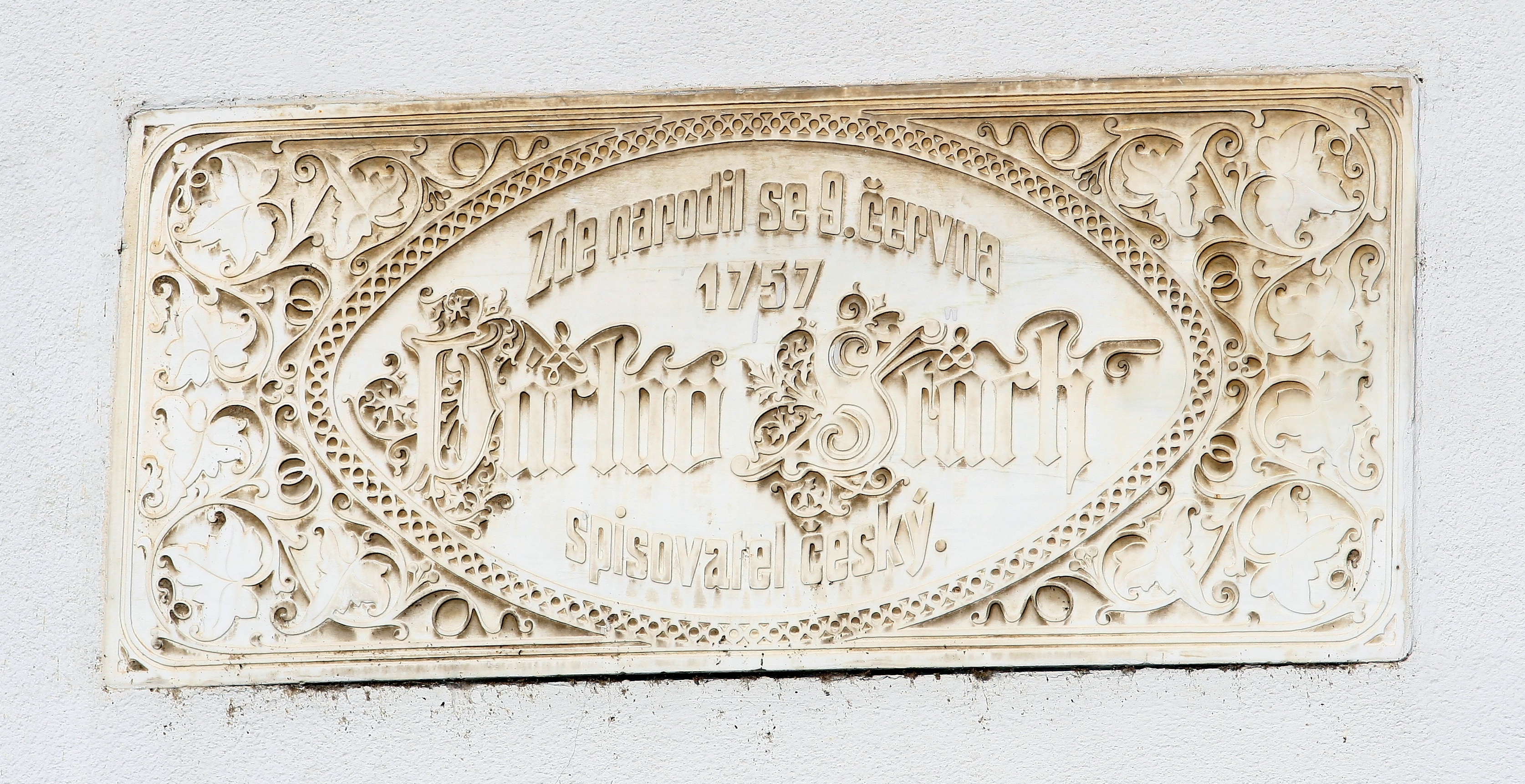
Pamětní deska Václava Stacha
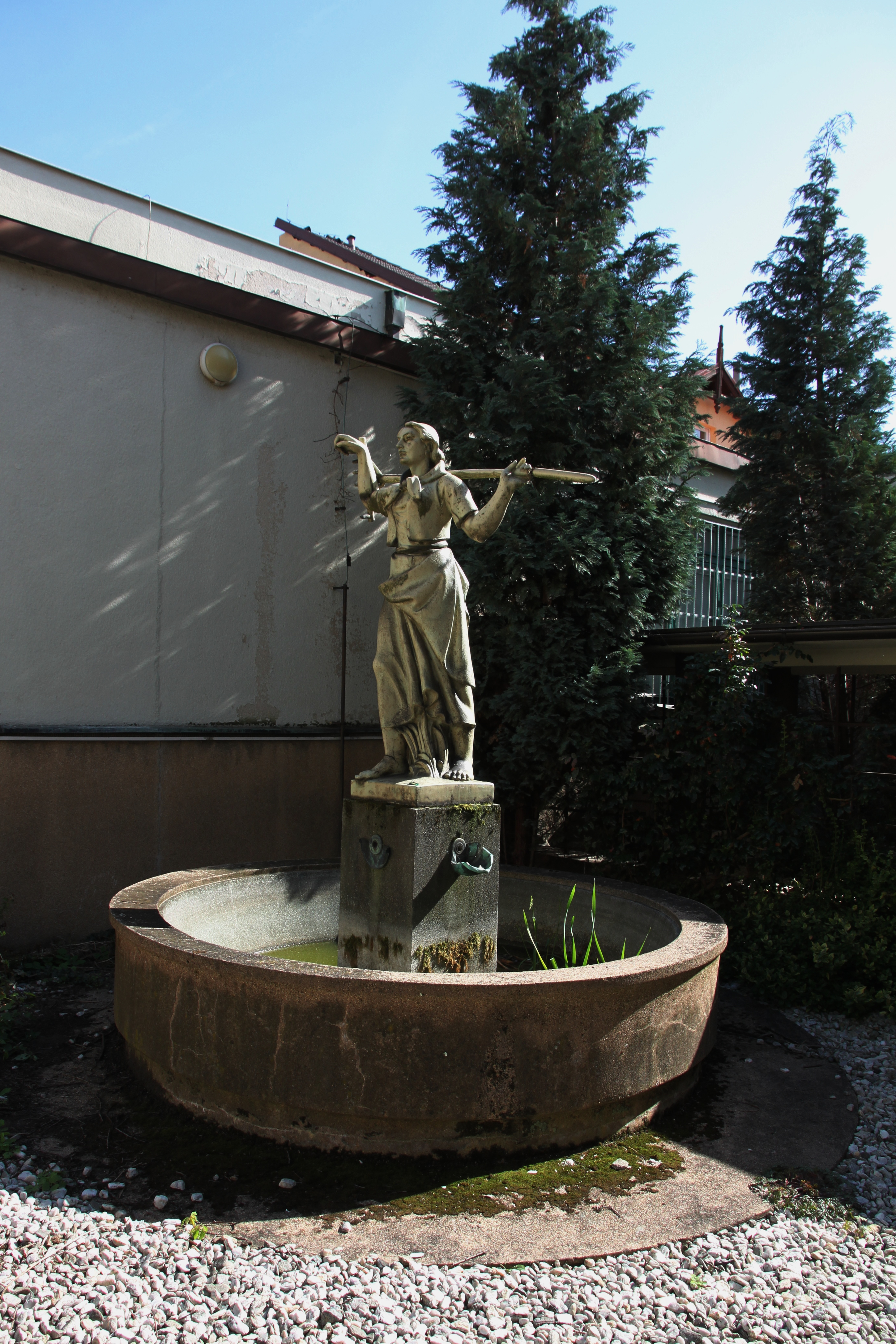
Kašna s dívkou